# Wzór Möbiusa
Wzór Möbiusa (twierdzenie Möbiusa o odwracaniu, odwracanie Möbiusa) – w matematyce to twierdzenie wiążące funkcje arytmetyczne z funkcją Möbiusa. Wzór pojawił się po raz pierwszy w pracach Dedekinda i Liouville’a w 1857r., 15 lat po wprowadzeniu przez Möbiusa funkcji {\displaystyle \mu }.

## Postać wzoru
Twierdzenie. Niech dane będą funkcje arytmetyczne {\displaystyle f} i {\displaystyle g.} Następujące relacje są sobie równoważne:
{\displaystyle g(n)=\sum _{d|n}f(d)}
wtedy i tylko wtedy, gdy
{\displaystyle f(n)=\sum _{d|n}\mu (d)g\left({\frac {n}{d}}\right),}
gdzie {\displaystyle \mu (d)} jest funkcją Möbiusa. Stosując oznaczenie splotu Dirichleta oznacza to, że {\displaystyle g=f*1} wtedy i tylko wtedy, gdy {\displaystyle f=\mu *g}.
Dowód. Przez {\displaystyle 1(n)} oznaczamy funkcję arytmetyczną, która dla wszystkich argumentów przyjmuje własność 1. Pierwsze równanie opisuje zależność {\displaystyle f=g*1.} Wiedząc, że funkcja {\displaystyle u} jest odwrotna do funkcji {\displaystyle \mu } względem splotu Dirichleta możemy zapisać {\displaystyle f*\mu =g*1*\mu =g,} lewa strona równości odpowiada drugiemu równaniu powyżej, to kończy dowód.

### Postać multiplikatywna
Rozważając odwracanie Möbiusa dla odpowiednio zdefiniowanych funkcji arytmetycznych {\displaystyle {\tilde {f}},} {\displaystyle {\tilde {g}}} i przyjmując {\displaystyle f(n)=\exp({\tilde {f}}(n))} i {\displaystyle g(n)=\exp({\tilde {g}}(n)),} twierdzenie możemy zapisać następująco.
Dla danych funkcji arytmetycznych {\displaystyle f} i {\displaystyle g,} zachodzi równość
{\displaystyle g(n)=\prod _{d|n}f(d)}
wtedy i tylko wtedy, gdy
{\displaystyle f(n)=\prod _{d|n}g\left({\frac {n}{d}}\right)^{\mu (d)}.}

### Uogólnione odwracanie Möbiusa
Twierdzenie Möbiusa można uogólnić na funkcje niebędące funkcjami arytmetycznymi, ale o określonych własnościach. Uogólnioną postać wykorzystuje się szczególnie w analitycznej teorii liczb.
Twierdzenie. Niech {\displaystyle F,G} będą funkcjami określonymi na zbiorze {\displaystyle (0,\infty )} przyjmującymi wartości rzeczywiste lub zespolone, przy czym {\displaystyle F(x)=G(x)=0} dla {\displaystyle 0<x<1.} Ponadto, niech {\displaystyle \alpha } będzie funkcją arytmetyczną o odwrotności względem splotu {\displaystyle \alpha ^{-1}.} Wówczas
{\displaystyle G(x)=\sum _{n\leqslant x}\alpha (n)F\left({\frac {x}{n}}\right)}
wtedy i tylko wtedy, gdy
{\displaystyle F(x)=\sum _{n\leqslant x}\alpha ^{-1}(n)G\left({\frac {x}{n}}\right).}
W szczególności, jeśli {\displaystyle \alpha } jest całkowicie multiplikatywna, to {\displaystyle \alpha ^{-1}(n)=\mu (n)\alpha (n)} i wówczas
{\displaystyle G(x)=\sum _{n\leqslant x}\alpha (n)F\left({\frac {x}{n}}\right)}
wtedy i tylko wtedy, gdy
{\displaystyle F(x)=\sum _{n\leqslant x}\mu (n)\alpha (n)G\left({\frac {x}{n}}\right).}
Zapis {\textstyle \sum _{n\leqslant x}} oznacza tutaj sumę po wszystkich liczbach {\displaystyle n} całkowitych dodatnich mniejszych lub równych danej liczbie rzeczywistej {\displaystyle x.}
Dowód. Oznaczając przez {\displaystyle \alpha \circ F} funkcję
{\displaystyle (\alpha \circ F)(x)=\sum _{n\leqslant x}\alpha (n)F\left({\frac {x}{n}}\right),}
możemy wykazać, że dla dowolnych funkcji arytmetycznych {\displaystyle \alpha } i {\displaystyle \beta } oraz funkcji {\displaystyle F} zdefiniowanej na {\displaystyle (0,\infty )} zachodzi łączność działania {\displaystyle \circ ,} tzn.
{\displaystyle \alpha \circ (\beta \circ F)=(\alpha *\beta )\circ F.}
Dla {\displaystyle x>0} mamy
{\displaystyle \alpha \circ (\beta \circ F)(x)=\sum _{n\leqslant x}\alpha (n)\sum _{m\leqslant {\frac {x}{n}}}\beta (m)F\left({\frac {x}{mn}}\right)=\sum _{mn\leqslant x}\alpha (n)\beta (m)F\left({\frac {x}{mn}}\right)=\sum _{k\leqslant x}\left(\sum _{n|k}\alpha (n)\beta \left({\frac {k}{n}}\right)\right)F\left({\frac {x}{k}}\right).}
Występująca suma po składnikach {\displaystyle \alpha (n)\beta (k/n)} to w istocie splot Dirichleta {\displaystyle (\alpha *\beta )(k),} więc równość zachodzi. Stąd, jeśli {\displaystyle G=\alpha \circ F,} to
{\displaystyle \alpha ^{-1}\circ G=\alpha ^{-1}\circ (\alpha \circ F)=(\alpha ^{-1}*\alpha )\circ F=\epsilon \circ F=F,}
gdzie {\displaystyle \epsilon (1)=1} i {\displaystyle \epsilon (n)=0} dla {\displaystyle n>1.}

## Przykłady

### Tocjent Eulera
Niech {\displaystyle \varphi } będzie tocjentem, tzn. dla dowolnej liczby całkowitej {\displaystyle n\geqslant 1} niech {\displaystyle \varphi (n)} oznacza liczbę liczb całkowitych {\displaystyle 1\leqslant k\leqslant n} względnie pierwszych z {\displaystyle n.} Znane twierdzenie Eulera mówi, że
{\displaystyle n=\sum _{d|n}\varphi (d).}
Twierdzenie Möbiusa mówi, że jest to równoważne relacji
{\displaystyle \varphi (n)=\sum _{d|n}\mu (d){\frac {n}{d}}=n\sum _{d|n}{\frac {\mu (d)}{d}}.}
Tę tożsamość możemy wykorzystać chociażby, aby uzasadnić, że średni rząd funkcji {\displaystyle \varphi (n)} wynosi {\displaystyle {\tfrac {3}{\pi ^{2}}}n.} Mamy
{\displaystyle \sum _{n\leqslant x}\varphi (n)=\sum _{n\leqslant x}\sum _{d|n}\mu (d){\frac {n}{d}}=\sum _{qd\leqslant x}\mu (d)q=\sum _{d\leqslant x}\mu (d)\sum _{q\leqslant x/d}q=\sum _{d\leqslant x}\mu (d)\left({\frac {x^{2}}{2d}}+O\left({\frac {x}{d}}\right)\right)={\frac {1}{2}}x^{2}\sum _{d\leqslant x}{\frac {\mu (d)}{d^{2}}}+O\left(x\sum _{d\leqslant x}{\frac {1}{d}}\right).}
Suma {\textstyle \sum \mu (d)/d^{2}} przy {\displaystyle x\to \infty } dąży do wartości odwrotności funkcji zeta, {\displaystyle \zeta (2)^{-1}={\tfrac {6}{\pi ^{2}}}.} Suma w błędzie szacowania jest sumą częściową szeregu harmonicznego, więc jest rzędu logarytmu naturalnego. Dlatego
{\displaystyle \sum _{n\leqslant x}\varphi (n)={\frac {3}{\pi ^{2}}}x^{2}+O(x\log x).}
Stąd wynika już wprost, że
{\displaystyle \sum _{n\leqslant x}\varphi (n)\sim {\frac {3}{\pi ^{2}}}\sum _{n\leqslant x}n.}